# Björn Berg (beachvolleybollspelare)
Se även Björn Berg (olika betydelser).
Björn Berg, född 24 januari 1972 i Umeå, är en svensk beachvolleybollspelare.
Berg utgjorde tillsammans med Simon Dahl det svenska landslaget i beachvolleyboll fram till 2004. De deltog vid både OS 2000 och 2004. Vid det senare tog de sig till åttondelsfinal, men besegrades där av det spanska laget. Därefter spelade Berg fram till 2006 tillsammans med Robert Svensson. De var under 2005 och 2006 Sveriges mest framgångsrika beachvolleypar, med framstående placeringar på världstouren. 
Berg och Hannes Brinkborg som utgjorde Svenska landslaget 2007-2008 hade OS i Peking som mål, men nådde inte riktigt hela vägen. Under 2009 återförenades Berg och Dahl och vann Swedish Beach Tour 2009 och 2010. 
Björn fortsatte 2011 sin karriär med spel på Swedish Beach Tour tillsammans med slovenen Nejc Zemljak. De vann fyra deltävlingar och blev Swedish Beach Tour-mästare samt svenska mästare. Björn blev historisk med sin tionde raka titel som sverigetourmästare och var då Sveriges mest meriterade beachvolleyspelare genom tiderna. 
2016 blev Björn Berg svensk mästare med sin klubbkamrat Martin Barrefalk, IKSU. Berg vann också Sverigetourfinalen med Alexander Annerstedt, Göteborg. 

## Meriter
- 9:a OS 2004
- 5:a EM 2004
- 9:a i VM 2003
- 19:e OS 2000
- 26 top 10 placeringar på World Tour.
- 14 gånger segrare på Sverigetourfinalen.

4 gånger segrare på SM.
- Rankad etta i Sverige mellan 1996 och 2008.